# Universidad de Cantabria
La Universidad de Cantabria (UC) es una universidad pública de España. Su sede radica en Santander, que es la capital de la comunidad autónoma de Cantabria. Esta universidad es la más antigua de Santander y realiza labores tanto de docencia, como de investigación y transferencia del conocimiento: El Ranking de Shanghái la reconoce entre las mil mejores universidades.
Ha sido reconocida como Campus de Excelencia Internacional por el Gobierno de España en diciembre de 2014, y forma parte del Grupo 9 de Universidades (G9) y de la alianza Universidad Europea para la Educación Personalizada (Eunice).

## Historia

### Antecedentes
En 1829 se crea la Escuela de Comercio y Náutica, que contemporáneamente se conoce como Escuela Técnica Superior de Náutica, en una ciudad con gran tradición histórica tanto en comercio como en náutica. Ya entrado el siglo XX se fundarían Escuelas de Industrias, Maestros y Enfermeras. Y también una Escuela de Minas en Torrelavega, donde también llegó el desarrollo industrial.
Esto no queda ahí, sino que en la segunda mitad del siglo XX la Universidad de Oviedo propició la aparición de las Escuelas de Graduado Social, y por su parte la Universidad de Valladolid se encargó de dar forma a la Escuela de Caminos, Canales y Puertos, y a la Facultad de Ciencias. Por último, el Ayuntamiento y la Diputación Provincial de Santander ceden los terrenos de Las Llamas en 1970, con lo que en 1971 se creó el distrito universitario de Santander.

### La Universidad
El 18 de agosto de 1972 se creó formalmente la Universidad de Santander por Decreto del Consejo de Ministros. Siguieron apareciendo facultades como la de Medicina o la de Filosofía y Letras, consolidando la autonomía universitaria. Trece años después se adoptaría el nombre de Universidad de Cantabria. En 1999, la Escuela Universitaria de Turismo Altamira se adscribió a la UC. 
Ya entrado el siglo XXI se termina de perfilar la Universidad: Se adscribe la Escuela de Fisioterapia Gimbernat-Cantabria en 2005 y arranca el Centro Internacional de Estudios Superiores del Español de Comillas en 2011.
Y queda añadir que la UC ha elaborado proyectos y estudios demandados por instituciones y administración pública, tales como el Atlas Digital de la España Universitaria; o que en 2007 la universidad entró a formar parte de la Red Española de Supercomputación, y fruto de esta relación, se instaló el supercomputador Altamira.
50 aniversario
En 2022, se organizó un acto solemne en conmemoración del 50 aniversario de la UC en el participaron el rey Felipe VI, mandatarios del gobierno, la comunidad autónoma y la CRUE, y los alcaldes de Santander y Torrelavega.

## Emblemas
Tal como se describe en sus estatutos:
El escudo es en forma cuadrilonga y redondeada en su parte inferior, en las proporciones 5 por 6, partido y ampliamente entado, en la parte izquierda, en un campo de plata, roble arrancado de sinople; en la parte derecha, en un campo de azur, nao de plata sobre tres ondas de plata y azur; entado de oro con el bisonte de Altamira en su color. Bordadura de gules cargada de cuatro castillos de oro mazonados de sable, surmontando el escudo una cartela con la inscripción: "Cantabriae Universitas".
Además, el sello reproducirá su escudo y la bandera es rectangular (proporciones 2:3), verde (Pantone 326), con el escudo de la universidad en el centro.

## Rectores
- Guillermo Gómez Láa (1977-1980)
- José Miguel Ortiz Melón (1980-1984)
- Francisco González de Posada (1984-1986)
- José María Ureña Francés (1986-1992)
- Jaime Vinuesa Tejedor (1992-2001)
- Juan José Jordá Catalá (2001-2002)
- Federico Gutiérrez-Solana Salcedo (2002-2012)
- José Carlos Gómez Sal (2012-2016)
- Ángel Pazos Carro (2016-2025)
- María Concepción López Fernández (2025-actualidad)

## Centros docentes
Campus de Comillas
- Centro de Estudios del Español (centro adscrito)

Campus de Las Llamas (Santander)
| - Centro Internacional Santander Emprendimiento - Escuela de Doctorado - Escuela Técnica Superior de Ingenieros Industriales y de Telecomunicación - Escuela Técnica Superior de Ingenieros de Caminos, Canales y Puertos | - Facultad de Ciencias - Facultad de Ciencias Económicas y Empresariales - Facultad de Derecho - Facultad de Educación - Facultad de Filosofía y Letras - Santander Financial Institute |

Campus de Torrelavega
- Escuela Politécnica de Ingeniería de Minas y Energía
- Escuela Universitaria de Fisioterapia Gimbernat-Cantabria (centro adscrito)

Facultades y escuelas distribuidas por Santander
| - Escuela Técnica Superior de Náutica - Escuela Universitaria de Turismo Altamira (centro adscrito) | - Facultad de Medicina - Facultad de Enfermería |

## Oferta académica

### 30 Grados:
- Ingeniería y Arquitectura: 13
- Ciencias Sociales y Jurídicas: 12
- Ciencias de la Salud: 5
- Humanidades: 2
- Ciencias: 3
- 5 dobles grados

### 47 Másteres oficiales:
- Ingeniería y Arquitectura: 15
- Ciencias Sociales y Jurídicas: 9
- Ciencias de la Salud: 8
- Humanidades: 7
- Ciencias: 6

### 20 Programas de Doctorado:
- Ingeniería y Arquitectura: 8
- Ciencias Sociales y Jurídicas: 3
- Ciencias de la Salud: 2
- Humanidades: 5
- Ciencias: 2

### 120 Títulos propios:
- Ingeniería y Arquitectura: 48
- Ciencias Sociales y Jurídicas: 52
- Ciencias de la Salud: 14
- Humanidades: 3
- Ciencias: 3

## Investigación

### Institutos de investigación
Entre los centros de investigación de esta universidad destacan:
- Instituto de Física de Cantabria: instituto mixto en colaboración con el CSIC, creado en 1995.
- Instituto Internacional de Investigaciones Prehistóricas de Cantabria (IIIPC): instituto mixto en colaboración con el Gobierno de Cantabria y el Banco Santander, creado en 2004.
- Instituto de Biomedicina y Biotecnología de Cantabria: instituto mixto en colaboración con el CSIC, creado en 2007.
- Instituto de Hidráulica Ambiental de Cantabria (IHCantabria): fundación mixta de la UC y el Gobierno de Cantabria, creado en 2007.

### Repositorios digitales
Los principales repositorios son UCrea, que recoge la producción académica y científica, y UC ReCrea, que aglutina archivos de interés histórico.

### Superordenador Altamira
Altamira es un superordenador perteneciente a la Red Española de Supercomputación, que se encuentra en el Instituto de Física de Cantabria, y que técnicamente se conoce como una máquina de tera-escala. De este modo, en el ámbito de la investigación, permite realizar cálculos que serían excesivamente pesados si se trataran de realizar de otro modo.

## Servicios universitarios
La Universidad de Cantabria cuenta con varios servicios comunes: Agencia de Colocación UC, Archivo General, Biblioteca Universitaria, Centro de Orientación e Información de Empleo, Servicio de Informática, Servicio de publicaciones, Servicio de Actividades Físicas y Deportes, Centro de Idiomas, Servicio de Orientación Universitaria y Escuela Infantil.

## Galería

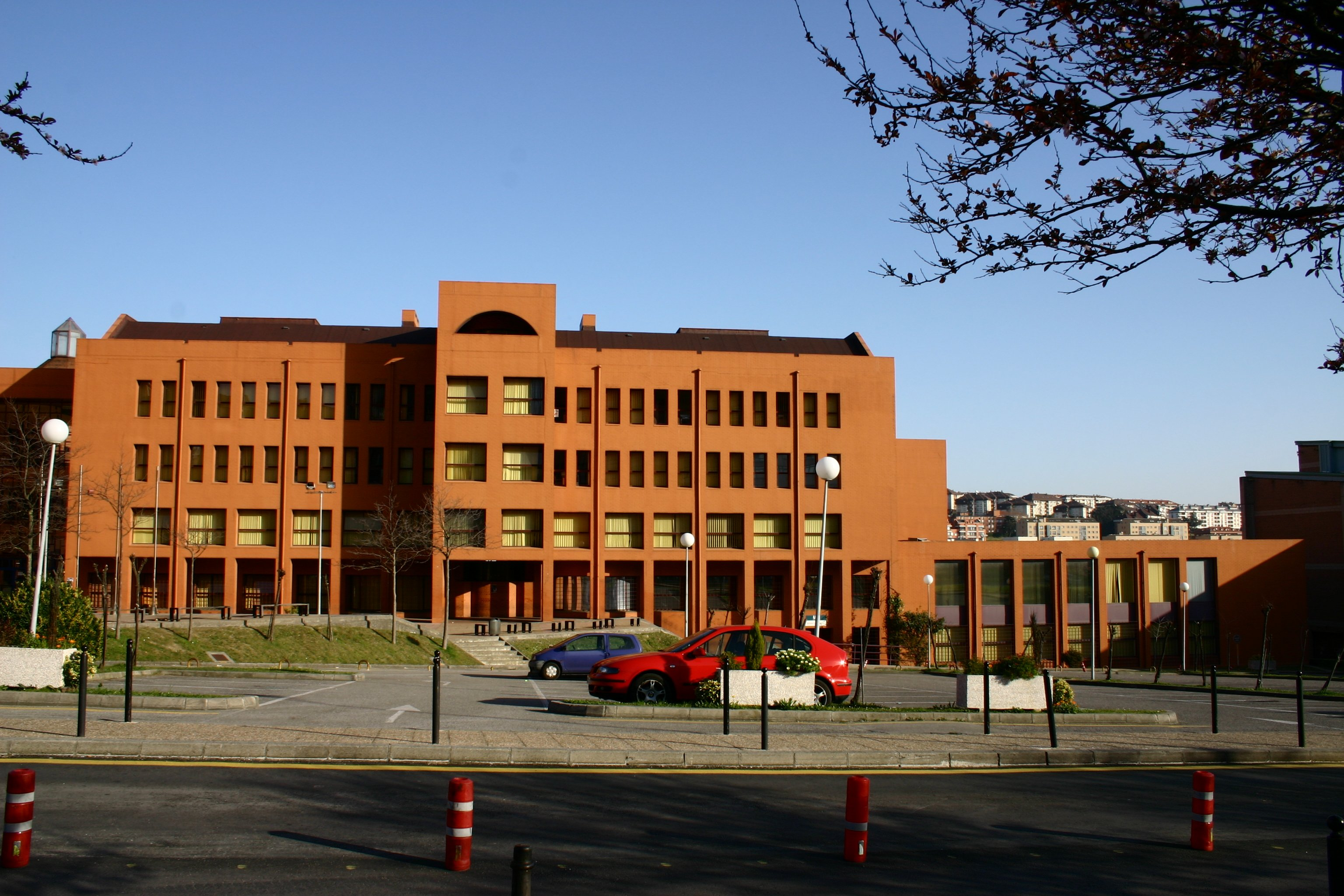
Edificio Interfacultativo (Facultades de Educación y de Filosofía y Letras)
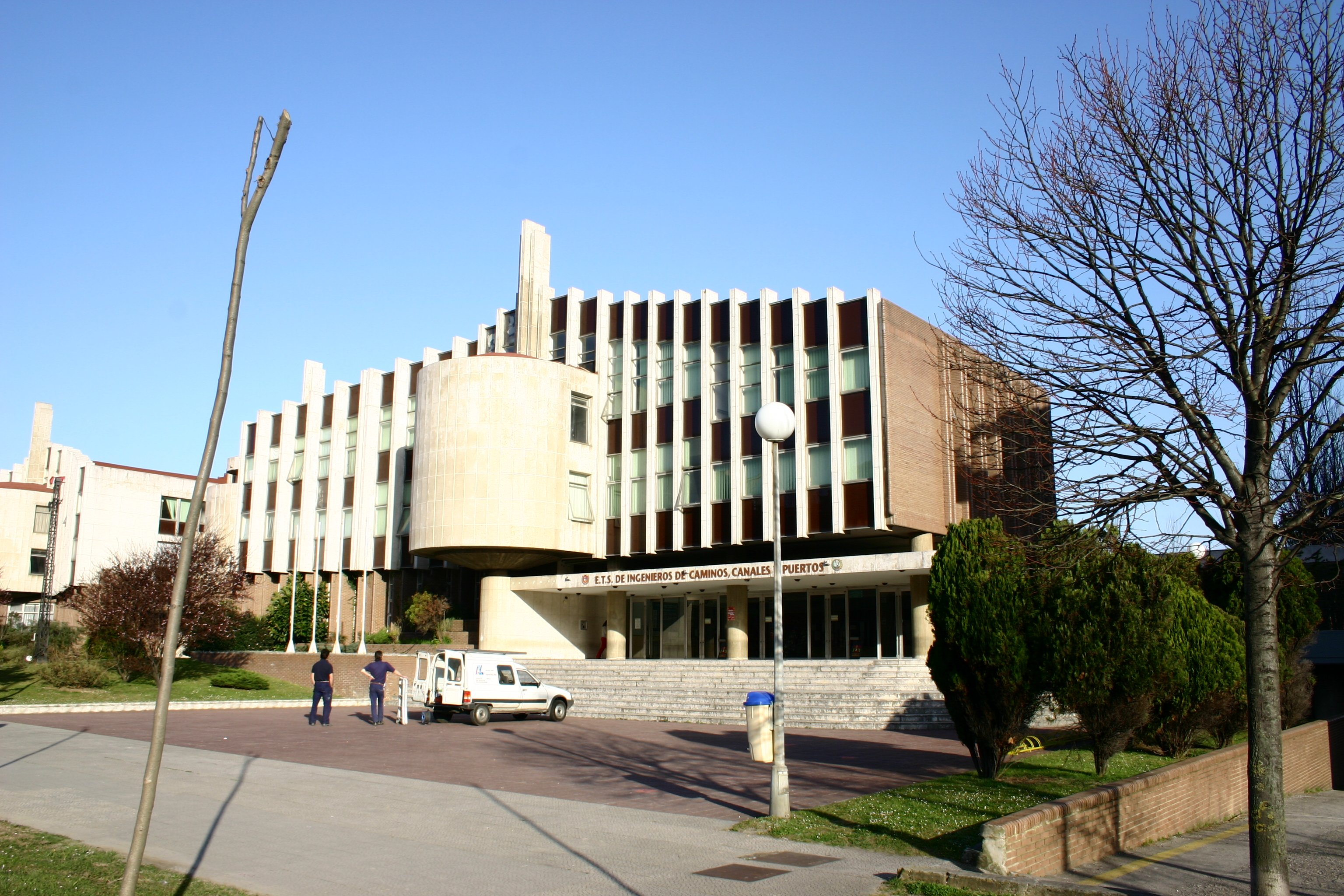
Escuela Técnica Superior de Ingenieros de Caminos, Canales y Puertos
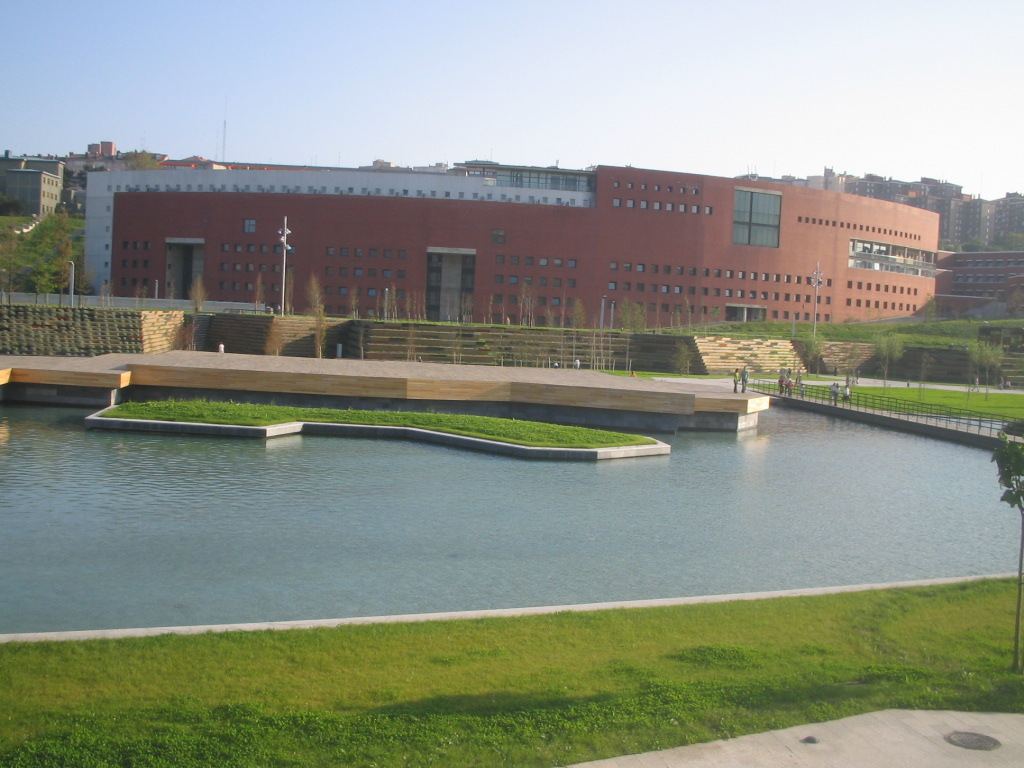
La ETSI de Industriales y Telecomunicación vista desde el parque atlántico de Las Llamas
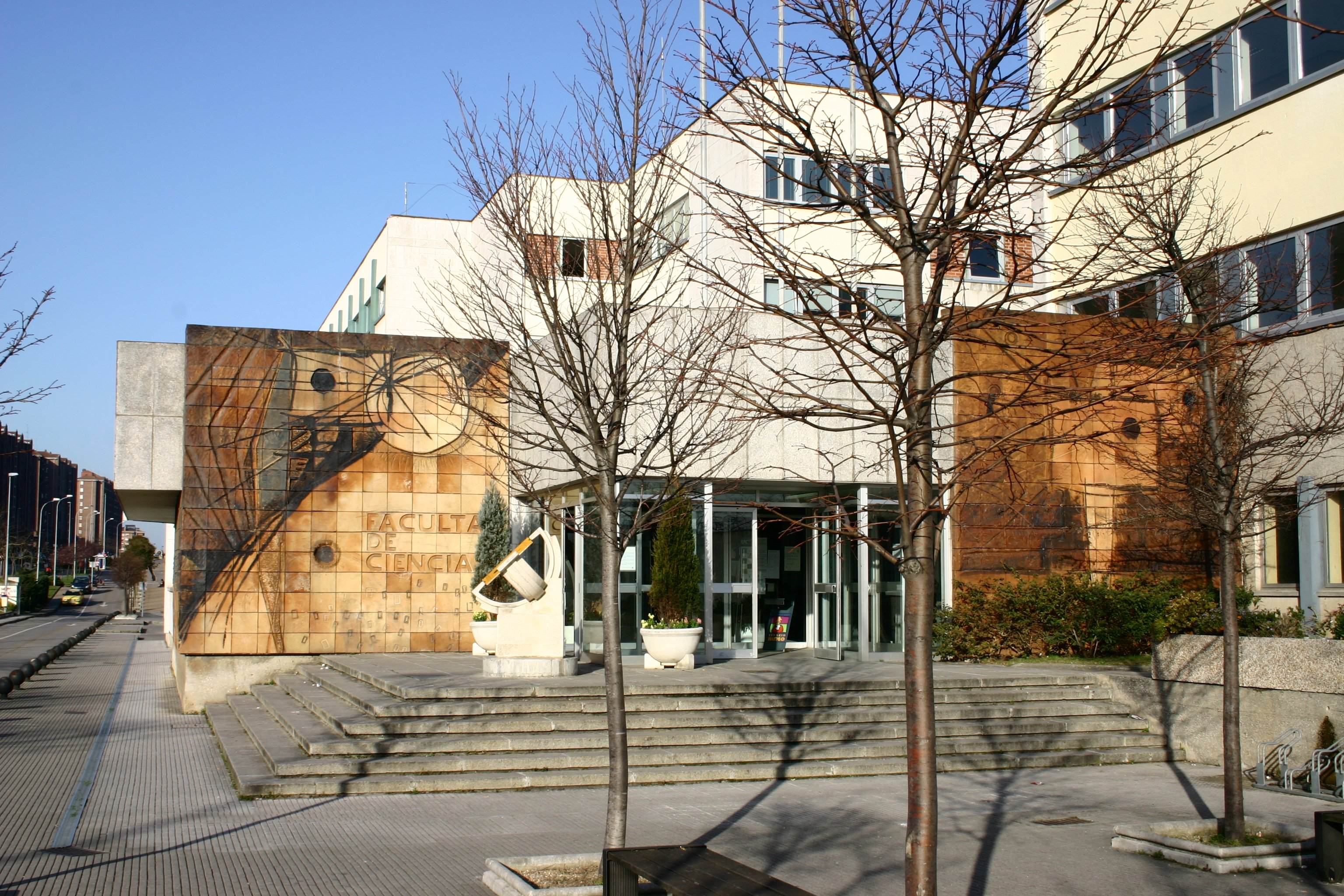
Facultad de Ciencias
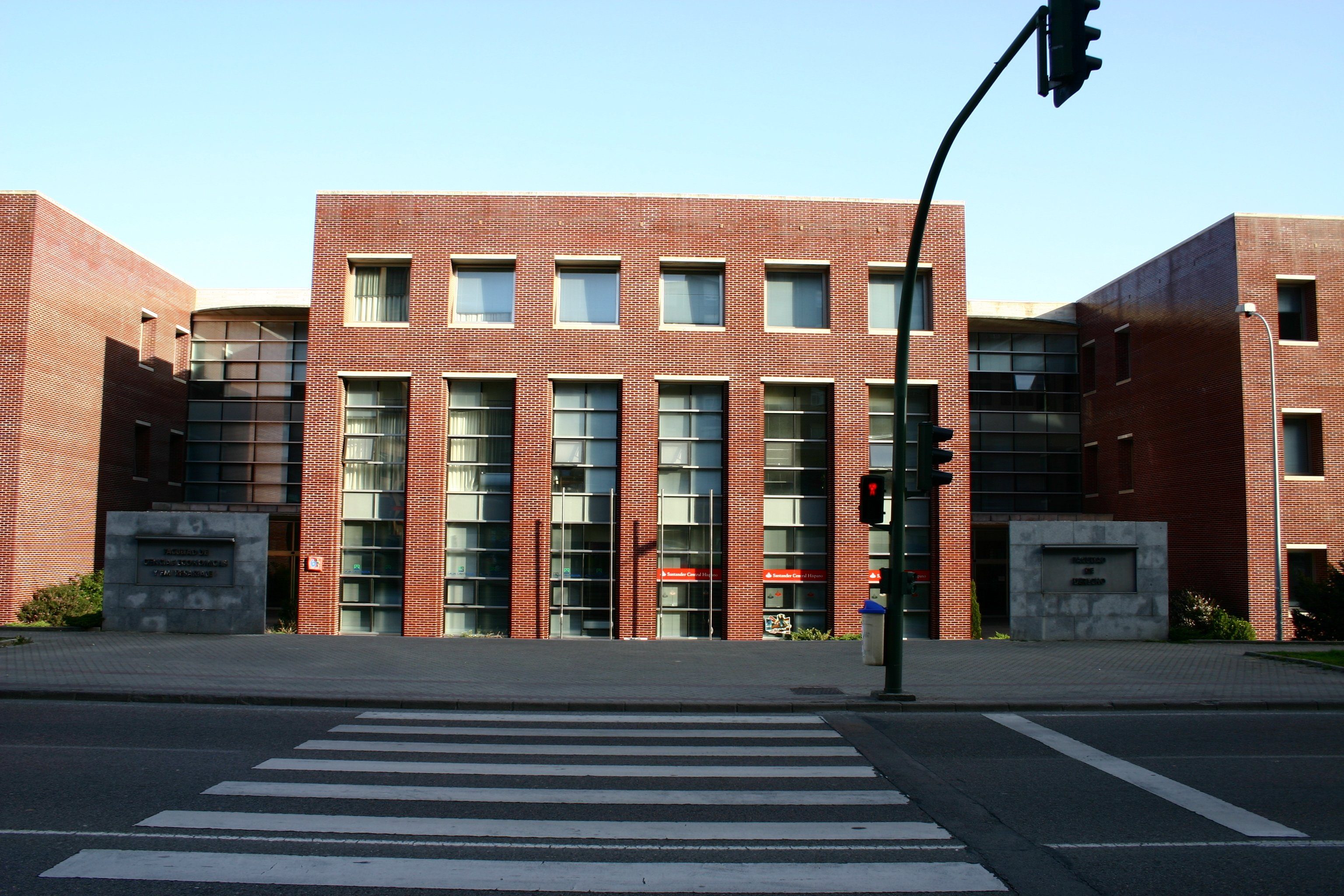
Facultades de Ciencias Empresariales y de Derecho